# 田中鶴心
田中 鶴心（たなか かくしん、1937年 - ）は、日本の書家、刻印家で地方議員。群馬県出身。

## 来歴
群馬大学教育学部を卒業する。

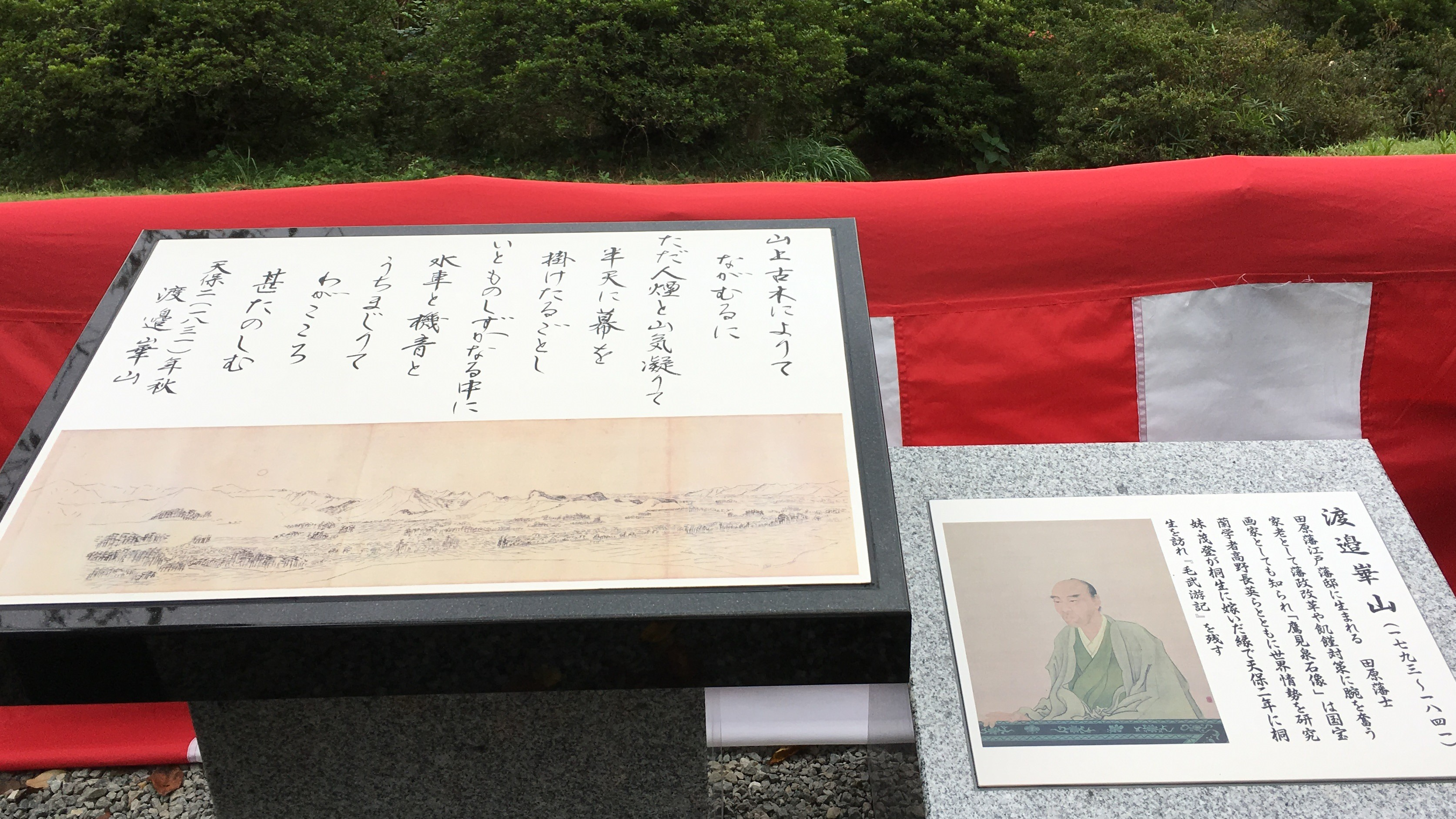

虞世南と欧陽詢を師と仰ぐ。代表作として、群馬県桐生市の水道山にある渡辺崋山の碑などがある。
書家活動の一方で、大間々町→みどり市の町会議員・市会議員を4期務めた。
| スタブアイコン | サブスタブ | この項目は、まだ閲覧者の調べものの参照としては役立たない、人物に関連した書きかけの項目です。この項目を加筆・訂正などしてくださる協力者を求めています（P:人物伝/PJ:人物伝）。 |